# 인목왕후
인목왕후 김씨(仁穆王后 金氏, 1584년 12월 5일(음력 11월 14일) ~ 1632년 8월 3일(음력 6월 28일))는 조선 선조(宣祖)의 계비이다. 정명공주, 영창대군의 어머니이며 본관은 연안(延安)이다.

## 개요
본관은 연안으로 선조의 두번째 왕비이며, 의인왕후가 승하하자 왕비로 책봉되었다. 선조와의 사이에서 정명공주와 영창대군을 낳았다.
광해군 즉위 후 계축옥사에 연루되어 아버지 연안부원군 김제남이 사사되고 아들 영창대군이 살해되었으며, 오빠와 남동생, 형부가 옥사에 연루되어 전부 처형되면서 멸문의 화를 당했다.
이일로 인해 인목왕후는 딸 정명공주와 함께 경운궁 석어당에 유폐되었다. 이후 인목왕후의 폐위에 관한 논쟁인 폐모론(廢母論)을 둘러싸고 정쟁이 격화되었는데, 인목왕후는 대비의 칭호를 박탈당하고 서궁(西宮)으로 칭해졌다.
인조반정으로 복권하여 인조의 정통성을 대내외에 천명하는 역할을 하였으며 이듬해에 대왕대비로 진봉되었다.

## 생애

### 탄생과 왕비 책봉
1584년(선조 17년) 11월 14일, 연안부원군 김제남과 광산부부인 광주 노씨의 둘째 딸로 태어났다. 아버지 김제남은 김오와 안동 권씨의 아들이며, 어머니인 부부인 노씨는 소현세자빈 강씨의 외조모인 노씨와 사촌지간이다.
선조의 정비인 의인왕후(懿仁王后)가 사망한 뒤 1602년(선조 35년) 왕비로 책봉되었다.
1603년(선조 36년) 정명공주(貞明公主)를, 1606년(선조 39년) 영창대군(永昌大君)을 낳았다.

### 왕대비 시절
1608년(광해 즉위년) 선조가 승하하자 언문교지를 내려 광해군의 계승을 공고히 하였고 광해군이 즉위하자 왕대비가 되었다. 당시 집권세력이었던 대북은 왕권에 위협적인 존재들을 대규모 옥사를 일으켜 제거하였는데, 1613년(광해군 5년), 인목왕후의 아버지 김제남은 계축옥사에 연루되어 외손자인 영창대군을 옹립하려 한다는 죄명으로 사사되었으며, 영창대군 또한 폐서인 되어 유배지에서 살해되었다.
아버지 김제남을 비롯해 오빠 김내와 남동생 김규, 김선 및 형부 심정세 등이 형문을 받고 처형되었으며, 어머니 노씨는 자택에 감금되었는데 이후 인목왕후가 사실상 폐위되면서 제주도에 위리안치 되었다.
 
김제남에게 사약을 내려 서소문(西小門) 안에서 죽게 하였다.
김제남이 사사당한 날에 그의 아내 노씨(盧氏)가 맨발로 대비가 거처하는 궁전의 담장 밖으로 가서
울부짖으면서 대비의 어렸을적 이름을 부르며 말하기를
‘아무개야, 아무개야. 어찌하여 너의 아비를 죽이는데 구해주지 않는단 말이냐.’ 하였는데,
듣는 사람들이 슬퍼하였다.
그러자 상(광해군)이 노씨를 집에 가두라고 명하였다.
집안에는 아무 것도 없고 노비 하나만을 데리고서 집을 부수어 끼니를 해먹었는데,
도성 사람들 중에 더러 어둠을 틈타 쌀과 간장을 주는 사람이 있어서 살아갈 수 있었다.
병진년(1616년) 가을에 김제남을 소급해 형벌을 주고 노씨를 제주에다 8년 동안 안치해 두었다.

 — 《광해군일기》[중초본] 67권,
광해 5년(1613년 명 만력(萬曆) 41년) 6월 1일 (무자)

### 서궁 유폐
인목왕후는 정명공주와 경운궁 석어당에 유폐되었으며, 외부와의 소통은 단절되었다. 인목대비의 폐위를 둘러싸고 폐모론이 정쟁으로 급부상하였는데, 수많은 찬성과 반대 여론이 대립한 가운데 광해군은 폄손 절목을 내려 인목왕후의 대비(大妃) 호칭을 제거하고 서궁(西宮)으로 칭하여 후궁의 예에 따르도록 하였다.
 
존호를 낮추고 전에 올린 본국의 존호를 삭제하며, 옥책과 옥보를 내오며,
대비라는 두 글자를 없애고 서궁이라 부르며,
(중략)
서궁의 진배는 후궁의 예에 따르며,
공주의 늠료와 혼인은 옹주의 예에 따르며,
아비는 역적의 괴수이고 자신은 역모에 가담했고
아들은 역적의 무리들에 의해 추대된 이상 이미 종묘에서 끊어졌으니,
죽은 뒤에는 온 나라 상하가 거애(擧哀)하지 않고
상복을 입지 않음은 물론 종묘에 들어갈 수도 없으며,
궁궐 담을 올려 쌓고 파수대를 설치한 다음 무사를 시켜 수직(守直)하게 한다.

 — 《광해군일기》[중초본] 123권,
광해 10년(1618년 명 만력(萬曆) 46년) 1월 30일 (경인)

### 인조반정 이후
1623년(광해군 15년) 3월, 인조반정이 일어나자 인조의 왕위 계승과 광해군의 폐위 교서를 내렸으며, 인조의 정통성을 대내외에 천명하는 역할을 하였다.
왕대비의 교서

| “ | 내 비록 부덕하나 천자의 고명(誥命)을 받아 선왕의 배우자가 된 사람으로 일국의 국모가 된 지 여러 해가 되었으니, 선묘(선조)의 아들이 된 자는 나를 어미로 삼지 않을 수 없는 것이다. 그럼에도 광해는 참소하는 간신의 말을 믿고 스스로 시기하여 나의 부모를 형살하고 나의 종족을 어육으로 만들고 품안의 어린 자식을 빼앗아 죽이고 나를 유폐하여 곤욕을 주는 등 인륜의 도리라곤 다시 없었다. 이는 대개 선왕에게 품은 감정을 펴는 것이라 미망인에게야 그 무엇인들 하지 못하랴. 심지어는 형을 해치고 아우를 죽이며 여러 조카를 도륙하고 서모를 쳐 죽였고, 여러 차례 큰 옥사를 일으켜 무고한 사람들을 해쳤다. 그리고 민가 수천 채를 철거하고 두 채의 궁궐을 건축하는 등 토목 공사를 10년 동안 그치지 않았으며, 선왕조의 구신들은 하나도 남김없이 다 내쫓고 오직 악행을 조장하며 아첨하는 인아(姻婭)와 부시(婦寺)들만을 높이고 신임하였다. 인사는 뇌물만으로 이루어져서 혼암한 자들이 조정에 차있고, 돈을 실어날라 벼슬을 사고 파는 것이 마치 장사꾼 같았다. 부역이 번다하고 가렴 주구는 한이 없어 백성들은 그 학정을 견디지 못하여 도탄에서 울부짖으므로 종묘 사직의 위태로움은 마치 가느다란 실끈과 같았다. (중략) 광해는 천리를 거역하고 인륜을 무너뜨려 위로는 종묘 사직에 득죄하고 아래로는 만백성에게 원한을 맺었다. 죄악이 이에 이르렀으니 그 어떻게 나라를 통치하고 백성에게 군림하면서 조종조의 천위(天位)를 누리고 종묘 사직의 신령을 받들겠는가? 그러므로 이에 폐위하고 적당한 데 살게 한다. | ” |
1624년(인조 2년) 대왕대비로 진봉되었다.
1632년(인조 10년) 6월 28일 승하하였다. 선조와 의인왕후와 함께 경기도 구리시의 목릉(穆陵)에 묻혀 있다. 시호는 인목(仁穆)이며, 선조 때 '소성(昭聖)'이라는 존호를, 광해군 때 '정의(貞懿)'라는 존호를 받아 통칭 소성대비(昭聖大妃)로 칭해졌다.
대왕대비가 되어 '명렬(明烈)'이라는 존호가 더해졌고, 죽은 뒤 '광숙장정(光淑莊定)'의 휘호와 '인목'이라는 시호가 올려졌다. 고종 때에 '정숙(正肅)'이라는 존호가 추가로 더해짐으로써, 정식 시호는 소성정의명렬광숙장정정숙인목왕후(昭聖貞懿明烈光淑莊定正肅仁穆王后)이다.
인목왕후의 서궁 유폐 생활은 그녀의 궁녀로 추정되는 작가가 쓴 《계축일기(癸丑日記)》에 전해진다. 금강산 유점사에 인목왕후가 친필로 쓴 《보문경》일부가 남아 있다.

## 저작
- 《보문경》

## 가족 관계
| 조선의 왕비 | 인목왕후 김씨 仁穆王后 金氏 | 출생                                                     | 사망                                                            |
| 조선의 왕비 | 인목왕후 김씨 仁穆王后 金氏 | 1584년 12월 5일 (음력 11월 14일) 조선 한성부 반송방 사저 | 1632년 8월 3일 (음력 6월 28일) (47세) 조선 한성부 인경궁 흠명전 |

|    |                                     | 본관 | 생몰년          | 부모                          | 비고                       |
| -- | ----------------------------------- | ---- | --------------- | ----------------------------- | -------------------------- |
| 부 | 연흥부원군 김제남 延興府院君 金悌男 | 연안 | 1562년 - 1613년 | 김오 金祦 권성복 權成福       | 계축옥사에 연루되어 사사됨 |
| 모 | 광산부부인 노씨 光山府夫人 盧氏     | 광주 | 1557년 - 1637년 | 노게 盧垍 청주 한씨 淸州 韓氏 |                            |

| 조선 제14대 국왕 | 선조 宣祖 | 출생                                                       | 사망                                                              |
| 조선 제14대 국왕 | 선조 宣祖 | 1552년 12월 6일 (음력 11월 11일) 조선 한성부 인달방 도정궁 | 1608년 3월 6일 (음력 2월 1일) (55세) 조선 한성부 정릉동 행궁 정침 |

| 작호 | 작호              | 이름            | 생몰년          | 배우자                      | 비고                |
| ---- | ----------------- | --------------- | --------------- | --------------------------- | ------------------- |
| 장녀 | 정명공주 貞明公主 |                 | 1603년 - 1685년 | 영안위 홍주원 永安尉 洪柱元 | 헌경왕후의 5대 조모 |
| 차녀 | 공주              | 1604년 - 1604년 |                 |                             |                     |
| 장남 | 영창대군 永昌大君 | 의 㼁           | 1606년 - 1614년 | 계축옥사에 연루되어 증살    |                     |

| 정명공주                                                                                          | 정명공주      | 영창대군            |
| ------------------------------------------------------------------------------------------------- | ------------- | ------------------- |
| 홍태망 洪台望 홍만용 洪萬容 홍만형 洪萬衡 홍만희 洪萬熙 홍태량 洪台亮 홍태육 洪台六 홍만회 洪萬懷 | 홍태임 洪台妊 | 창성군 필 昌城君 佖 |

## 인목왕후가 등장하는 작품

### 드라마
- 《인목대비》(TBC, 1974년, 배우:윤정희)
- 《회천문》(MBC, 1986년, 배우:권재희)
- 《서궁》(KBS2, 1995년, 배우:이보희)
- 《허준》(MBC, 1999년~2000년, 배우:홍은희)
- 《천둥소리》(KBS2, 2000년~2001년, 배우:이현경)
- 《왕의 여자》(SBS, 2003년~2004년, 배우:홍수현)
- 《구암 허준》(MBC, 2013년, 배우:서이안)
- 《왕의 얼굴》(KBS2, 2015년, 배우:고원희)
- 《화정》(MBC, 2015년, 배우:신은정)
- 《조선로코 - 녹두전》(KBS2, 2019년, 배우:오하늬)
- 《보쌈 - 운명을 훔치다》(MBN, 2021년, 배우:윤영민)

### 영화
- 《인목대비》(1962년, 배우:조미령)

### 소설
- 《광해군과 인목대비》 오영, 범우, 2008, ISBN 978-89-91167-81-0

## 관련 문화재
- 인목왕후 어필 칠언시 - 보물 제627호
- 남양주 수종사 팔각오층석탑 - 보물 제1808호

## 같이 보기
- 조선 선조
- 광해군
- 영창대군
- 정명공주
- 계축옥사
- 계축일기
- 인조반정

## 참고 자료
- 인목왕후(仁穆王后) - 한국학중앙연구원

| 전임 의인왕후 | 조선 역대 왕후 1602년 ~ 1608년 | 후임 폐비 유씨 |